# 尉村后土庙
尉村后土庙位于山西省临汾市襄汾县汾城镇西北部的尉村北部，接近乡宁县。庙祭祀后土圣母女娲，已毁，改为幼儿园，院内现存一座建于清代的戏台及左右两侧的钟鼓楼，庙前为广场。1984年9月，尉村后土庙公布为第一批襄汾县文物保护单位。2021年，襄汾县文化和旅游局使用省级文物保护专项补助资金，对汾城镇尉村后土庙钟楼鼓楼进行修缮。